# Baron Barrymore Halpenny
Baron Barrymore Halpenny es artista comercial, redactor de libros, escritor e historiador de tradiciones y cultura,  que trabaja para varias publicaciones, pero es el más conocido por sus ilustraciones de la cubierta de libro Ghost Stations, para las cuales él también ha sido redactor del libro para la serie nuevamente lanzada.

## Diseño gráfico e historietas
A los 14 comenzó a demostrar su mérito artístico mediante la creación de un Sobre especial de primer día Isla de Man Douglas DC-3 para la oficina filatélica de la Isla de Man, y tenía fama de los periódicos para ello. Sobre llevaba un Sello postal especial 26p que fue publicado por Isla de Man, especialmente para conmemorar el aniversario de la aeronave. No sólo Halpenny crear el conjunto de los trabajos de diseño gráfico, sino que incluso se encarga de diseñar un handstamp especial para estas Sobre especiales, la creación de un nuevo diseño. La Isla de Man está particularmente interesado en el aniversario debido a las grandes cantidades de aire a cargo de Dakota en el momento, así como el acoplamiento entre los nombres de Douglas, Isla de Man, y Douglas DC-3.
En la década de 1980 hizo Halpenny arquitectura y diseño gráfico en Italia con "Nicola di Renzo" a "consultar Techno" y más tarde se trasladó al campo del diseño gráfico antes de establecerse como un artista comercial. También es conocido por sus ilustraciones y cómics.